# Héctor Julio López Hurtado
Héctor Julio López Hurtado S.D.B. (Tunja, Colombia, 23 de julio de 1941) es un obispo católico, filósofo y teólogo colombiano.

## Biografía
Nació en la ciudad colombiana de Tunja, Departamento de Boyacá, el día 23 de julio de 1941. Cursó los estudios de secundaria y de Filosofía en los Seminarios Salesianos de Bogotá y de Mosquera, habiendo hecho su profesión religiosa en los Salesianos de San Juan Bosco el 29 de enero de 1958, a la edad de 16 años.
Posteriormente realizó sus estudios de Teología en Benediktbeuern, Alemania, recibiendo la ordenación presbiteral en dicha ciudad, el 30 de junio de 1968.
Ya como sacerdote, continuó sus estudios teológicos en la Pontificia Universidad Gregoriana de Roma, y luego se especializó en Catequesis en el Instituto San Pío X de Madrid, España.
Durante los años de actividad como presbítero, desempeñó los siguientes cargos: Catequista en el Colegio Salesiano de Mosquera (1971-1972), director del Seminario Salesiano de Mosquera (1973-1975), vicario del Seminario Salesiano de La Cita-Usaquén (1976-1978) y luego director de ese mismo Seminario (1979-1981), superior provincial de la Provincia Salesiana de San Pedro Claver de Bogotá (1982-1986). En 1986 fue nombrado Superior del filosofado en el Seminario Salesiano de Bogotá, oficio que fungió hasta su elección episcopal.

### Episcopado

#### Vicario apostólico de Ariari
El 15 de diciembre de 1987 el papa Juan Pablo II lo nombró obispo titular de Elicroca y vicario apostólico del Ariari, recibiendo la ordenación episcopal por imposición de manos y oración consecratoria del Nuncio Apostólico en Colombia, el arzobispo Angelo Acerbi, el 27 de febrero de 1988; Los co-consagrantes fueron el Obispo de Duitama, Jesús María Coronado Caro S.D.B., y el Obispo de Sincelejo, Héctor Jaramillo Duque S.D.B.

#### Obispo de Granada
El 29 de octubre de 1999 Juan Pablo II lo nombró Obispo de Granada en Colombia. 

#### Obispo de Girardot
Juan Pablo II, lo nombró Obispo de Girardot el 15 de junio de 2001.